# Лорен Шметтерлінг
Лорен Шметтерлінг (англ. Lauren Schmetterling, нар. 3 серпня 1988, Нью-Джерсі, США) — американська веслувальниця, олімпійська чемпіонка 2016 року, триразова чемпіонка світу.

## Виступи на Олімпіадах
| Олімпіада | Дисципліна                     | Місце |
| --------- | ------------------------------ | ----- |
| Ріо 2016  | вісімка розстібна зі стерновим | 1     |

## Зовнішні посилання
- Профіль [Архівовано 7 січня 2021 у Wayback Machine.] на сайті FISA.

1. ↑  Lauren Schmetterling